# Человек. Земля. Вселенная
«Человек. Земля. Вселенная» — научно-популярная программа, выходившая в эфир в 1970—1990-х годах на Центральном телевидении СССР. В 2010-е годы была возрождена в новом формате. В 2010—2011 годах передачи выходили в эфир на «Пятом канале». В 2013 году — на ОТР, с новым названием «Большая наука. Человек. Земля. Вселенная».

## История

### Советский период
Программа была создана в 1973 году отделом естественных наук Главной редакции учебных и научно-популярных программ ЦТ СССР. Тематика — космос и выдающие личности, изучающие его. Ведущим стал лётчик-космонавт Виталий Севастьянов, Герой Советского Союза. Он рассказывал о значимых событиях, открытиях в области изучения космического пространства, проводил выездные и студийные интервью с учёными и специалистами. Программа выходила в эфир еженедельно, по выходным.
Название не является оригинальным: в 1965 году вышла книга Владимира Губарева «Человек. Земля. Вселенная» с рассказами советских учёных об освоении космоса.
Программа была популярна у советских зрителей. Среди школьников провели опрос, какие передачи, по их мнению, нужно показывать чаще — программа «Человек. Земля. Вселенная» вошла в список из 13 наиболее популярных передач.
До начала 1980-х годов в программе звучала песня «Реквием», написанная композитором Анатолием Бальчевым на стихи Андрея Вознесенского.
Над программой работали: В. Воронов, Н. Носкова, Л. Поляк, В. Смеян, Г. Земцов, Ю. Сидельников, Е. Горина, З. Кравцова.
С 1992 по 1993 год передача выходила на телеканале «Российские университеты». В дальнейшем произошла реорганизация: началась коммерциализация эфира, образовательные передачи стали вытесняться развлекательными. Программа была закрыта, её последний выпуск вышел в эфир 1 октября 1993 года.

### Возрождение программы
В 2010 году телерадиокомпания «АСС-ТВ», занимающаяся научно-популярным и просветительским телепроизводством, возродила программу в новом формате. Ведущим стал Анатолий Черепащук, астрофизик, академик РАН.
В субботу, 18 сентября 2010 года, в 12:00 на петербургском «Пятом канале» состоялся первый эфир. Тематика программы изменилась: теперь в ней стали разоблачаться псевдонаучные, сомнительные теории и гипотезы. В передаче появился элемент ток-шоу: в студии присутствовали зрители, которые в конце эфира задавали вопросы ведущему и экспертам. На «Пятом канале» программа транслировалась только один сезон — последний выпуск вышел в эфир 12 февраля 2011 года.
31 мая 2013 года Государственный астрономический институт сообщил о возобновлении проекта. 24 июня 2013 года программа вернулась на ТВ, в том же формате, но уже без зрителей в студии и с новым названием — «Большая наука. Человек. Земля. Вселенная». Теперь передачи стали выходить на Общественном телевидении России. Однако и здесь программа продержалась в эфире только один сезон — последний выпуск на ОТР состоялся 1 декабря 2013 года.
Над программой работали:
- Режиссёр-постановщик — Ольга Брызгалова
- Оператор-постановщик — А. Бережной
- Художник-постановщик — А. Самсонов
- Редактор — А. Пономарёва
- Руководитель проекта — Юрий Лапин